# Rolf Stommelen
Rolf Stommelen (Siegen, 1943. július 11. – Riverside, Kalifornia, 1983. április 24.) német autóversenyző. 63 F1-es futamon vett részt, emellett elindult több más kategóriában, illetve versenyen is.

## Pályafutása

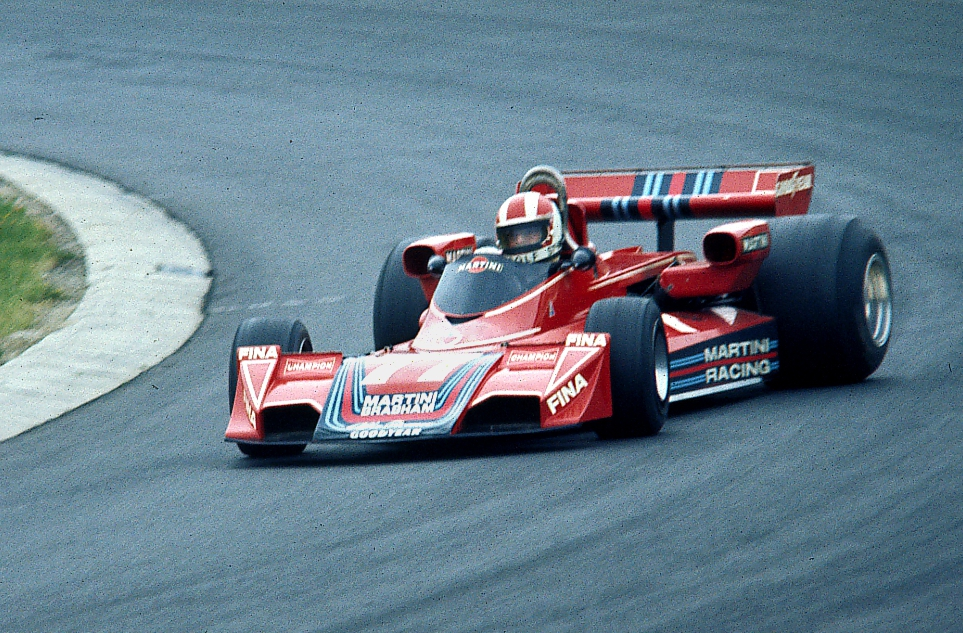
Az 1976-os német nagydíjon Brabham autójával

Korának egyik legjobb, legsokoldalúbb német versenyzője: négyszer nyerte meg a daytonai 24 órás versenyt (1968, 1978, 1980, 1982), emellett pole-pozíciót szerzett a Le Mansi 24 órás autóversenyen is 1969-ben egy Porsche 917-essel, és ugyanazon a versenyen egy évvel korábban 3. lett. 1969-ben ő lett az első ember, aki elérte a 350 km/h-s sebességet. 1970-ben bemutatkozhatott az F1-ben a Brabham színeiben, és az 1970-es években egyszerre versenyzett utcai- és F1-es autókkal is.
Egy nagyon súlyos balesetnek volt mondhatni főszereplője, ugyanis az 1975-ös spanyol nagydíjon az ő balesete, mikor eltört Lolájának hátsó szárnya, okozta 5 ember halálát. Ez nem törte össze őt, és később visszatért az autóversenyzéshez, és ezután háromszor megnyerte a daytonai 24 órás versenyt, és Le Mans-ban is majdnem sikerült véghezvinnie ugyanezt a bravúrt, ugyanis 2 társával, Dick Barbour-rel és a színész/Champ Car-csapattulajdonos Paul Newmannel a 2. helyen végeztek. Érdekesség, hogy ezen a versenyen Stommelen körönként 25 másodperccel volt gyorsabb csapattársainál!
1971-ben elindult a NASCAR-ban is, egy verseny erejéig, a Talladega Speedway-en egy átépített Holman-Moody Forddal, mellyel Mario Andretti 1967-ben megnyerte a Daytona 500-at.

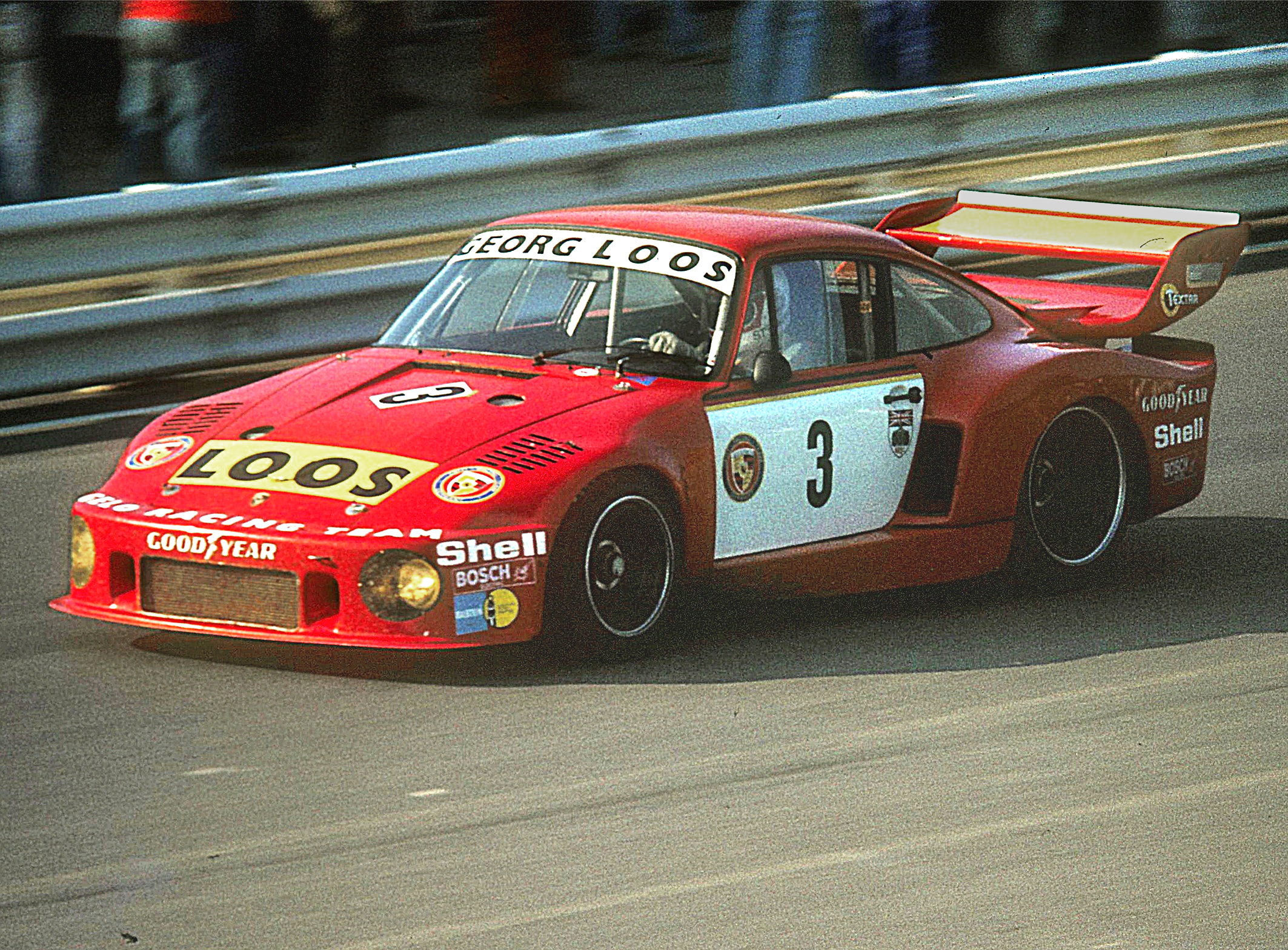
Egy Porsche volánjánál, 1977-ben

A 70-es évek végén a DTM elődjének számító sorozatban, a Deutsche Rennsport Meisterschaftban versenyzett Porsche GT-vel, melyet 1977-ben sikerült megnyernie.
1983-ban, egy riverside-i versenyen történt baleset következtében halt meg, miután Porsche 935-ösének eltört a hátsó szárnya.

## Teljes Formula–1-es eredménysorozata
(Táblázat értelmezése)

(Félkövér: pole-pozícióból indult; dőlt: leggyorsabb kört futott) 

| Év   | Csapat                                      | Kasztni           | Motor              | 1       | 2       | 3      | 4       | 5       | 6       | 7       | 8       | 9       | 10     | 11      | 12       | 13       | 14       | 15      | 16      | Helyezés | Pontok |
| ---- | ------------------------------------------- | ----------------- | ------------------ | ------- | ------- | ------ | ------- | ------- | ------- | ------- | ------- | ------- | ------ | ------- | -------- | -------- | -------- | ------- | ------- | -------- | ------ |
| 1969 | Roy Winkelmann Racing Ltd                   | Lotus 59B F2      | Ford Straight-4    | RSA     | ESP     | MON    | NED     | FRA     | GBR     | GER 8.  | ITA     | CAN     | USA    | MEX     |          |          |          |         |         | -        | 0      |
| 1970 | Auto Motor Und Sport                        | Brabham BT33      | Cosworth V8        | RSA Ki  | ESP Ki  | MON NK | BEL 5.  | NED NK  | FRA 7.  | GBR NI  | GER 5.  | AUT 3.  | ITA 5. | CAN Ki  | USA 12.  | MEX Ki   |          |         |         | 11.      | 10     |
| 1971 | Auto Motor Und Sport-Eifelland Team Surtees | Surtees TS7       | Cosworth V8        | RSA 12. |         |        |         |         |         |         |         |         |        |         |          |          |          |         |         | 20.      | 3      |
| 1971 | Auto Motor Und Sport-Eifelland Team Surtees | Surtees TS9       | Cosworth V8        |         | ESP Ki  | MON 6. | NED Kiz | FRA 11. | GBR 5.  | GER 10. | AUT 7.  | ITA NI  | CAN Ki | USA     |          |          |          |         |         | 20.      | 3      |
| 1972 | Team Eifelland Caravans                     | Eifelland Type 21 | Cosworth V8        | ARG     | RSA 13. | ESP Ki | MON 10. | BEL 11. | FRA 16. | GBR 10. | GER Ki  | AUT 15. | ITA    | CAN     | USA      |          |          |         |         | -        | 0      |
| 1973 | Ceramica Pagnossin Team MRD                 | Brabham BT42      | Cosworth V8        | ARG     | BRA     | RSA    | ESP     | BEL     | MON     | SWE     | FRA     | GBR     | NED    | GER 11. | AUT Ki   | ITA 12.  | CAN 12.  | USA     |         | -        | 0      |
| 1974 | Embassy Racing                              | Lola T370         | Cosworth V8        | ARG     | BRA     | RSA    | ESP     | BEL     | MON     | SWE     | NED     | FRA     | GBR    | GER     | AUT Ki   | ITA Ki   | CAN 11.  | USA 12. |         | -        | 0      |
| 1975 | Embassy Racing                              | Lola T370         | Cosworth V8        | ARG 13. | BRA 14. |        |         |         |         |         |         |         |        |         |          |          |          |         |         | -        | 0      |
| 1975 | Embassy Racing                              | Lola T371         | Cosworth V8        |         |         | RSA 7. |         |         |         |         |         |         |        |         |          |          |          |         |         | -        | 0      |
| 1975 | Embassy Racing                              | Hill GH1          | Cosworth V8        |         |         |        | ESP Ki  | MON     | BEL     | SWE     | NED     | FRA     | GBR    | GER     | AUT 16.  | ITA Ki   | USA      |         |         | -        | 0      |
| 1976 | Martini Racing                              | Brabham BT45      | Alfa Romeo Flat-12 | BRA     | RSA     | USW    | ESP     | BEL     | MON     | SWE     | FRA     | GBR     | GER 6. | AUT     |          | ITA Ki   | CAN      | USA     | JPN     | 20.      | 1      |
| 1976 | Hesketh Racing                              | Hesketh 308D      | Cosworth V8        |         |         |        |         |         |         |         |         |         |        |         | NED 12.  |          |          |         |         | 20.      | 1      |
| 1978 | Arrows                                      | Arrows FA1        | Cosworth V8        | ARG     | BRA     | RSA 9. | USW 9.  | MON Ki  | BEL Ki  | ESP 14. | SWE 14. | FRA 15. | GBR NK | GER Kiz |          |          |          |         |         | -        | 0      |
| 1978 | Arrows                                      | Arrows A1         | Cosworth V8        |         |         |        |         |         |         |         |         |         |        |         | AUT DNPQ | NED DNPQ | ITA DNPQ | USA 16  | CAN DNQ | -        | 0      |